# Amtsgericht Bonn

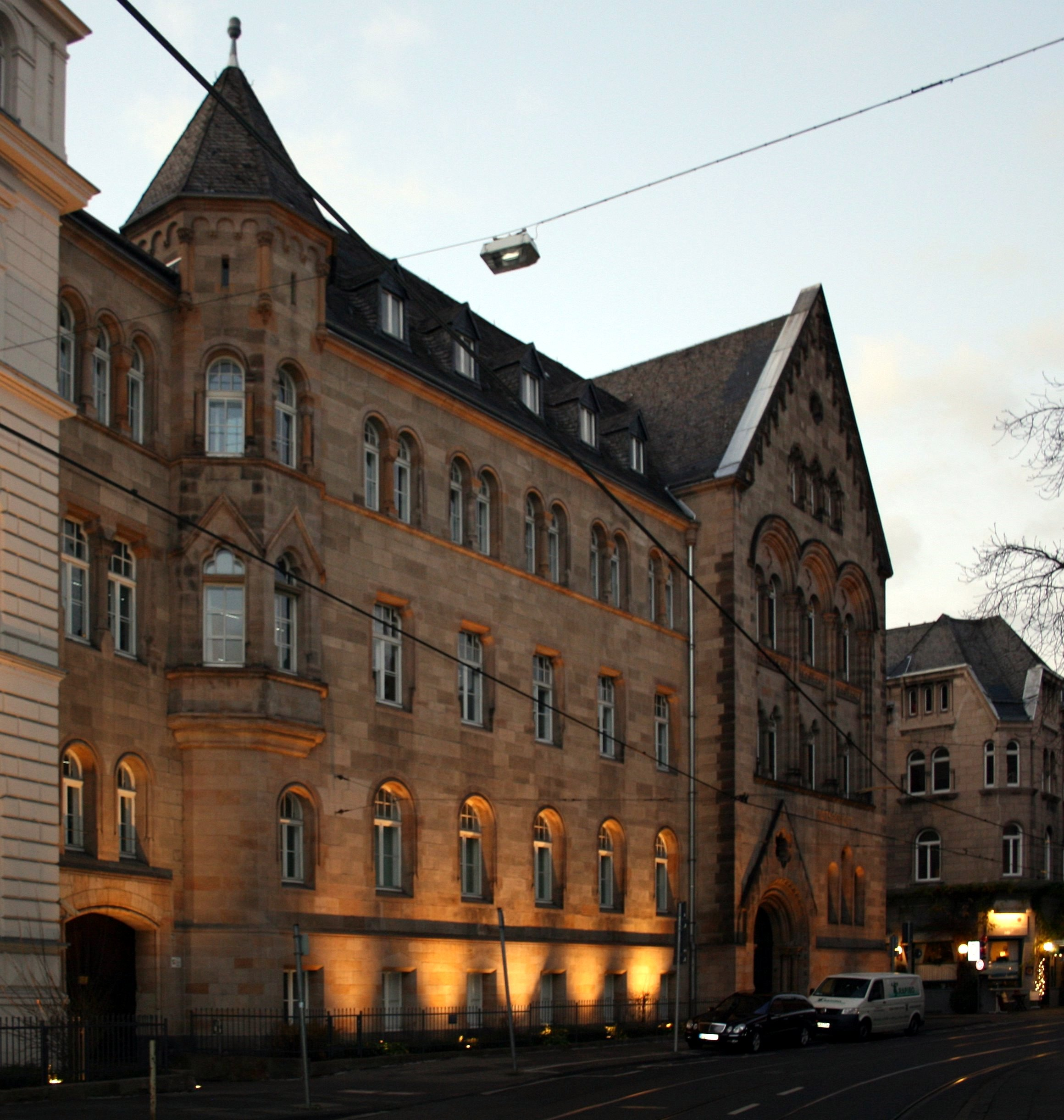
Amtsgericht Bonn

Bonn ist Sitz des Amtsgerichts Bonn, das für die Stadt Bornheim und die Gemeinden Alfter und Wachtberg im linksrheinischen Teil des Rhein-Sieg-Kreises sowie für die kreisfreie Bundesstadt Bonn zuständig ist. In dem 308 Quadratkilometer großen Gerichtsbezirk leben 422.042 Menschen (31. Dezember 2019).

## Übergeordnete Gerichte
Das dem Amtsgericht Bonn übergeordnete Landgericht ist das Landgericht Bonn, das wiederum dem Oberlandesgericht Köln untersteht.